# Aurico Gold
AuRico Gold Inc. (NYSE: AUQ TSE: AUQ) är ett kanadensiskt multinationellt gruvföretag som bryter guld, silver och koppar i sina gruvor i Mexiko och provinsen Ontario. De har även gruvprojekt som är i prospekteringsfasen i provinsen British Columbia. Företaget hade för år 2012, en bevisad guldreserv på cirka 6,813 miljoner uns och beräknade reserver för silver och koppar på 5,503 miljoner uns respektive cirka 281 000 ton (619,151 miljoner pund).